# Flokowanie

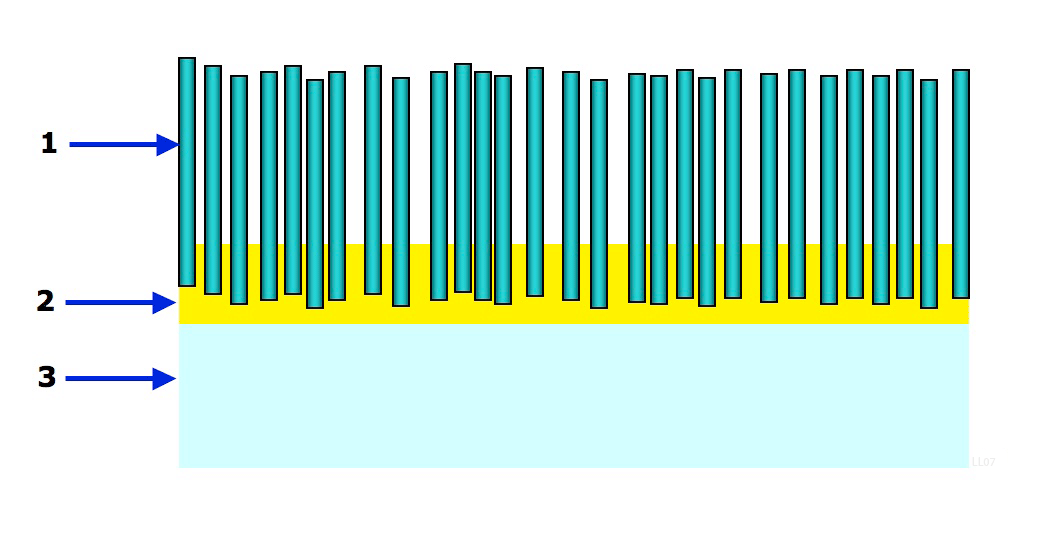
Schemat flokowania:
1 – włókno
2 – klej
3 – podłoże

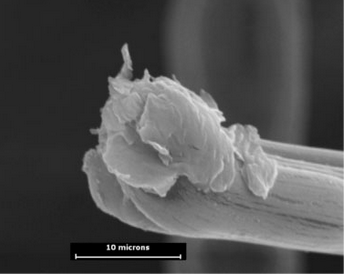
Końcówka włókna pod mikroskopem elektronowym

Flokowanie – proces technologiczny polegający na nanoszeniu na przedmioty wykonane z tkaniny, drewna, szkła, tworzywa sztucznego lub gumy ozdobnej warstwy ze strzyży tekstylnej. Strzyża tekstylna to włókno z tworzywa sztucznego pocięte na odcinki długości od 0,3 do 5 mm. Strzyża tekstylna nazywana jest flokiem.
Powierzchnia przedmiotu podlegającego flokowaniu, pokrywana jest klejem. Klej nanosi się za pomocą pistoletu natryskowego, wałka lub metodą sitodruku. Następnie za pomocą urządzenia elektrostatycznego, w polu elektrycznym 60 do 90 kV, pokrywa się flokiem warstwę kleju. Przedmiot flokowany jest uziemiony. Pole elektryczne sprawia, że włókna floku z dużą prędkością poruszają się w kierunku flokowanej powierzchni i wbijają się w warstwę kleju, ustawiając się prostopadle do niej. Po utwardzeniu się kleju odciąg elektryczny usuwa nieprzyklejone włókna.
Flokowana powierzchnia wyglądem przypomina zamsz. Tą metodą ozdabia się wyposażenie samochodów (zwłaszcza deski rozdzielcze), zabawki, meble, nadruki na koszulkach, czapeczkach i obudowy baterii do e-papierosów.